# Kemono no sōja
Kemono no sōja (獣の奏者?), anche noto con il titolo inglese The Beast Player, è una serie giapponese di quattro romanzi scritti da Nahoko Uehashi e pubblicati da Kōdansha tra il 2006 e il 2009. La serie è stata adattata in un manga e serializzata da Kōdansha sulla rivista Monthly Shōnen Sirius a partire dal 25 ottobre 2008. In seguito è diventata una serie televisiva anime intitolata Kemono no sōja Erin (獣の奏者エリン?) prodotta da Production I.G e Trans Arts, e trasmessa su NHK dal 10 gennaio al 26 dicembre del 2009.

## Trama
Erin è una bambina di dieci anni che vive con sua madre nella regione di Alhan, nel piccolo villaggio di Ake. Lei prova un grande amore per gli animali, specialmente per i Touda, creature simili a draghi usati per la guerra. Sua madre So-yon originariamente faceva parte del "Popolo della Nebbia", un clan antico la cui caratteristica principale sono gli occhi e i capelli verdi, e si vocifera che segua le antiche vie, pratichi la magia e si nasconda nella nebbia. Ma nonostante la sua genealogia, rimangono nel villaggio perché il defunto padre di Erin era il figlio del capo del villaggio e So-yon è il capo medico dei Touda. Ma una notte, Kiba, il più forte Touda del Granduca, muore misteriosamente. Secondo la legge, dal momento in cui So-yon è diventata responsabile della loro cura, è responsabile delle loro condizioni, perciò viene condannata a morte. Erin lo viene a sapere e cerca di salvare sua madre, ricevendo un netto rifiuto da parte sua. Erin viene portata lungo il fiume nella regione di Yoje dove viene trovata e adottata da un apicoltore. Lì, viene a conoscenza dell'esistenza di una specie animale chiamata Ouju (王獣? lett. "re degli animali"), grandi uccelli di colore bianco-grigio dalla testa di lupo, che stravolgerà la sua vita.

## Personaggi

### Personaggi principali
Erin (エリン?)
Doppiata da: Nanase Hoshii
La protagonista femminile della serie. È descritta come una persona gentile, composta, seria e molto attenta. Ha 10 anni all'inizio della storia. A causa delle influenze di sua madre So-yon e del padre adottivo, John, Erin ha una prospettiva unica nella cura delle bestie. Molte persone pensano che sia troppo curiosa, il che la mette la maggior parte delle volte nei guai. Erin è veramente attenta alle persone e agli animali, fino al punto da preoccuparsi più degli altri che di se stessa. È fortemente contraria all'utilizzo dei Touda e degli Ouju nella guerra e si rifiuta persino di dare a Lilan l'acqua speciale (Tokuji sui - "il ricostituente"), e di usare il fischietto silenzioso su di lei, poiché li paralizza. Sogna che un giorno umani e animali possano capirsi e che le bestie (principalmente Touda e Ouju) non siano vincolate dai codici umani. Dato che la madre di Erin era del Popolo della Nebbia, ereditò i capelli e gli occhi verdi. Alcune persone credevano che fosse in grado di stare vicino a Lilan ed Eku poiché avesse imparato i trucchi magici del Popolo della Nebbia da sua madre, ma in seguito si scopre che è la sua volontà di capire queste bestie nel profondo. I suoi compagni di classe la conoscono come la fanatica degli Ouju. Il nome di Erin si traduce in "mela selvatica", sia John che Kirik commentano che il suo nome rispecchia la sua personalità. Mentre la serie progredisce, diventa una maestra presso la scuola di allevamento di Ouju, Kazalm, per rimanere accanto a Lilan.
Lilan (リラン?, Riran)
Un Ouju femmina di cui Erin si prende cura a Kazalm. È stata "cresciuta" da Erin, infatti la vede come una madre ed è l'unico essere umano a cui Lilan è abituato. Più avanti nella storia, riacquista la capacità di volare e si accoppia con un Ouju selvaggio di nome Eku. Hanno un cucciolo di nome Aru. Il suo nome si traduce letteralmente in "luce".
Eku (エク?)
Un Ouju maschio le cui cure sono affidate a Erin a Kazalm. Eku era originariamente selvaggio, ma fu ferito durante una sua caduta in volo dovuta a un fischietto silenzioso. Eku, essendo nella sua stessa natura, non aveva fiducia nei confronti degli umani, tuttavia, dopo aver trascorso una notte nel suo capanno, Erin diventa l'unico essere umano di cui si fida. Vive a Kazalm per rimanere accanto a Lilan.

### Regione Shin-Ou (Yoje nel manga)
Shin-Ou Harumiyah (真王ハルミヤ?, Shinō Harumiya, Harumiyah nel manga)
Doppiata da: Ikuko Tani
La regina di Ryoza. È una donna gentile che si prende molta cura del suo paese e della sua gente. Il suo comportamento infantile suggerisce che non abbia familiarità con la società fuori dalle mura della sua casa. Detesta la guerra e suo nipote Damiya poiché sa che Damiya ha un suo piano segreto. La sua paura si concretizzò quando Damiya ordinò a uno squadrone Touda (in primo luogo scambiato come l'armata di Tai-Kou a causa della somiglianza) per assassinarla, che causò la sua morte.
Principessa Seimiya (セイミヤ?, Seimiya, Seimiyah nel manga)
Doppiata da: Mikako Takahashi
La nipote dello Shin-Ou, una bellissima giovane donna prossima nella fila di successione per diventare lo Shin-Ou. È una persona cortese e gentile che detesta la guerra ma ama suo zio Damiya. Seimiya prova sentimenti profondi per Shunan, il figlio maggiore di Tai-Kou (il Granduca). Tuttavia, tali sentimenti si sono affievoliti a causa della manipolazione di Damiya, che ha tentato di indebolire i loro legami in modo che potesse prendere facilmente il trono. Fortunatamente, il piano fallì dopo che lei e Shunan si capirono e rafforzarono i loro sentimenti l'uno con l'altro. Alla fine, sposò Shunan per unire le due regioni insieme.
Il Duca Damiya (ダミヤ?, Damiya, Damiyah nel manga)
Doppiato da: Akira Ishida
Il nipote dello Shin-Ou. È molto riservato e astuto. Damiya tende a corteggiare donne a cui è interessato, facendosi poi influenzare da Erin. Tuttavia, non è solo un semplice playboy, è un manipolatore molto astuto che ha il suo esercito (il Psi-Gamul) a sua disposizione. Egli indebolisce il legame tra Tai-Kou e lo Shin-Ou incorniciando il Tai-Kou per aver tentato di ribellarsi allo Shin-Ou in modo da poter prendere facilmente il dominio del paese. Tuttavia, il piano viene notato da Harumiyah, che ha portato Damiya a eliminarla con il suo Psi-Gamul mentre ha spinto la colpa a Shunan, il che indebolisce ulteriormente il legame tra Shunan e Seimiya. Tuttavia, il suo piano è stato sventato quando Erin è apparso e ha salvato Shunan e Seimiya mentre Damiya tentava di ucciderli tutti per la fase finale del suo piano. Con i due riuniti, ha tentato di ucciderli con un coltello, ma viene invece ucciso da Ial.
Ial (イアル?, Iaru)
Doppiato da: Kenichi Suzumura
Una delle guardie del corpo personali dello Shin-Ou, il Sezan. È conosciuto in tutta la nazione come "Godspeed Ia-lu" per la sua capacità di correre a un ritmo inumano. È uno dei pochi Sezan di cui la famiglia reale si fida realmente. Ial agisce in modo freddo e poco socievole con gli altri, anche con i suoi compagni e il suo mentore. Prende molto sul serio il suo lavoro, proteggendo lo Shin-Ou e la principessa. Tuttavia, ha un debole per Erin, che è l'unica persona a cui sorride molto ed è l'unica persona che conosce il suo passato. Per la sua sicurezza, cerca di mantenere le distanze da lei. Ci sono indizi che mostrano che potrebbe essere innamorato di Erin. Alla fine della serie, si fa capire che è sposato con Erin e ha un figlio di nome Jesh.

### Regione Tai-Kou (Arhan nel manga)
Shunan (シュナン?)
Doppiato da: Eiji
Il figlio maggiore del Granduca e uno dei capitani principali dell'esercito di Touda del Granduca. Riferisce al palazzo reale delle condizioni di suo padre: Shunan vuole trasformare il paese in una società riformata dove i futuri Duchi e Shin-Ou sono uniti e prendono decisioni insieme per le due regioni. Ci sono momenti in cui mostra che è innamorato di Seimiya, ma il loro legame è indebolito dalla manipolazione di Damiya: in pratica, la sua perseveranza nei confronti dei propri sentimenti si ripaga quando Hanawa riconquista il cuore di Seimiya: alla fine della serie, ha sposato Seimiya e le 2 regioni si sono unite in una sola.
Nugan (ヌガン?)
Doppiato da: Naru Kawamoto
Il fratello di Shunan. Vuole dimostrare la sua dignità a suo padre. Nugan rispetta Shunan, ma in seguito si sente tradito da lui. Crede che il Paese sia come dovrebbe essere: lo Shin-Ou che lo governa e il Tai-Kou che lo protegge. Nugan è estremamente fedele allo Shin-Ou e decide di andare contro Shunan senza trattenersi. Tuttavia, tale avventatezza e lealtà sono state usate da Damiya per rovesciare i re di Tai-Kou e Shin-Ou. Alla fine, fu sconfitto.
So-yon (ソヨン?, So-yon, Soh-Yon nel manga)
Doppiata da: Eriko Hirata
La madre di Erin, una dottoressa di Touda del villaggio di Ake. Originariamente era una donna del Popolo della Nebbia, ma lasciò la sua eredità originale quando sposò Asson, il figlio del capo di Ake Village. Tuttavia, Asson è morto in giovane età lasciando la moglie e il bambino non ancora nato per vivere nel villaggio. Nonostante fosse del Popolo della Nebbia, So-yon era una talentuosa veterinaria di bestie ricevendo un permesso speciale per prendersi cura del Touda del villaggio. Decide di addestrare sua figlia Erin a diventare un veterinario di Touda senza insegnarle le tecniche proibite della Nebbia. So-yon viene giustiziata quando il Kiba Touda del Granduca muore nella sua vasca. Appare molte volte nei ricordi di Erin, specialmente nei ricordi in cui addestra Erin sull'allevamento degli animali.

### Personaggi secondari
John (ジョウン?, Joun, Joh-Un nel manga)
Doppiato da: Naoya Uchida
Il padre adottivo di Erin e un apicoltore che vive nella regione di Shin-Ou. John era un insegnante in una scuola molto prestigiosa, ma è stato espulso a causa della difesa di uno dei suoi studenti. Quando incontra Erin, decide di insegnarle l'apicoltura. Quando Erin si infatua di un Ouju, John la aiuta ad accedere a Kazalm. Più tardi muore durante il corso della serie.
Nuk (ヌック?, Nukku), Mok (モック?, Mokku)
Doppiati da: Keiji Fujiwara (Nuk), Tetsuya Yanagihara (Mok)
Due ex ladri della regione Tai-Kou. A loro è stato chiesto da un uomo sconosciuto di rubare delle uova di Touda per una grande quantità di denaro, non riuscendoci, incontrando Erin nel processo. Grazie alla sua gentilezza nei loro confronti, hanno giurato di rimanere al suo fianco per "ripagarla". Diventano gli aiutanti di John nel suo ranch ed in seguito i capomastri di Kazalm. Sono spesso visti come il sollievo comico della serie e sono soliti chiamare Erin col nomignolo "Erin-Chan".
Esal (エサル?, Esaru)
Il preside di Kazalm. È una vecchia amica di John, il padre adottivo di Erin, che ha aiutato Erin durante i suoi studi a Kazalm. Decise di lasciare che Erin si prendesse cura di Lilan perché Erin aveva l'esperienza di assistere a una razza selvaggia della famiglia di Ouju, e fu proprio lei a concludere che Lilan vedesse Erin come sua madre.
Tomura (トムラ?)
Il "senpai" di Erin. È rispettato dai suoi pari e kōhai. Tomura era in origine il responsabile di Lilan. Ma Erin, durante la scuola media, fu incaricata di prendersi cura di Lilan e Tomura, un liceale, fu sollevato da quell'incarico. Dopo aver visto la determinazione di Erin, si incuriosisce nei suoi confronti sviluppando poi una cotta per lei.
Kirik (キリク?, Kiriku)
Un nuovo Maestro che si è trasferito da Tamuyuan, una prestigiosa scuola di veterinari di bestie. È segretamente un membro della Psi-Gamul, la cui sorella è stata uccisa dal veleno di un Wajyaku. Kirik è sotto gli ordini di Damiya e viene assegnato sotto copertura come insegnante a Kazalm. È un esperto di veleni e ha sempre un sorriso inquietante. Per prima cosa vede Erin come un'arma potenziale, ma in seguito vuole proteggerla perché gli ricorda la sorella morta.
Na-Son (ナソン?)
L'esploratore del Popolo della Nebbia. Era il fidanzato di So-yon prima che lasciasse la tribù per sposare il padre di Erin. Era lì quando So-ton stava affrontando il giudizio del Touda, dato che aveva l'incarico di vegliare su di lei, giurando poi di prendersi cura di Erin al suo posto, poiché non è riuscito a impedirle di morire. È lui che racconta a Erin del "Grande Peccato".

### Gruppi
Wajyaku
I cittadini della regione del Granduca e servitori dei suoi alloggi. Combattono sotto la bandiera del Granduca, ed è loro compito proteggere lo Shin-Ou e andare in guerra. Per questo motivo, i Wajyaku erano visti come persone sanguinarie che amavano andare in guerra. Alcune persone importanti che lavorano sotto il Granduca sono i suoi due figli e i medici Touda.
Psi-Gamul
Un'organizzazione clandestina il cui obiettivo è mettere il Tai-Kou sul trono. In passato, hanno attaccato il palazzo reale e ucciso la madre e la nonna di Shin-Ou Harumiyah. Damiya usò il Psi-Gamul come copertura per i suoi piani di prendere il trono. Hanno un aspetto molto simile al battaglione Touda del Tai-Kou in modo che la colpa ricada poi al Tai-Kou.
Sezan
Le guardie del corpo reali di Shin-Ou. I Sezan vengono reclutati quando sono in giovane età per essere addestrati ad avere solo una cosa in mente: proteggere lo Shin-Ou a tutti i costi. Sono addestrati a tagliare tutti i legami con la famiglia e gli amici in modo che abbiano solo il pensiero di proteggere lo Shin-Ou nelle loro menti. Sono persino addestrati a non provare emozioni.
Holon
I cittadini della regione dello Shin-Ou e i servidei suoi alloggi. A differenza di Wajyaku, gli Holon sono persone che odiano la violenza e sono contrari all'idea di guerra. Vivono nella regione Shin-Ou in cerca di una vita tranquilla e lontana dal campo di battaglia. Alcune persone importanti che lavorano sotto lo Shin-Ou sono i medici Sezan e l'Ouju.
Popolo della Nebbia (霧の民?)
Un antico clan, un tempo conosciuto come "Aouhrl" poiché erano un popolo la cui caratteristica principale sono i capelli e gli occhi verdi. Le leggende dicono che questo clan possedesse i segreti per controllare gli animali, in particolare Touda e Ouju. Ma a causa di un incidente che molti secoli fa coinvolgeva il Primo Shin-Ou Je, è stato promesso che questo segreto non sarebbe stato mai divulgato ad estranei. Divennero nomadi e di solito si nascondono nella nebbia. Sebbene il loro titolo originale sia "Ao-Lou" (la gente dei segreti), a causa della loro associazione con la nebbia, tuttavia, altre società iniziarono a chiamarle "Ah-Ryo" (la gente della nebbia).

## Media

### Romanzi
I primi due romanzi furono pubblicati da Kōdansha il 21 novembre del 2006. Da allora sono stati ristampati nel formato bunkoban. Gli ultimi due volumi sono stati pubblicati il 10 agosto del 2009. Un'edizione italiana dei primi due romanzi pubblicata da Fazi Editore è prevista per febbraio 2025.

### Manga
Il manga è stato pubblicato da Kōdansha in due tankōbon. Il primo volume, Player of the Beast 1 (獣の奏者 1?, Kemono no Souja Ichi) (ISBN 978-4-062-85056-8) è stato pubblicato nel novembre del 2008. Il secondo volume, Player of the Beast 2 (獣の奏者 2?, Kemono no Souja Ni) (ISBN 978-4-062-85069-8) è stato pubblicato il 16 gennaio del 2009.

### Anime
Diretta da Takayuki Hamana, una serie televisiva anime è stata trasmessa su NHK dal 10 gennaio al 26 dicembre 2009. La sigla iniziale è Shizuku (雫?) di Sukima Switch. La sigla finale è After the Rain di cossami.

#### Episodi serie TV
| Nº | Titolo italiano (traduzione letterale) Giapponese 「Kanji」 - Rōmaji   | In onda           | In onda |
| Nº | Titolo italiano (traduzione letterale) Giapponese 「Kanji」 - Rōmaji   | Giapponese        |         |
| 1  | Erin dagli Occhi Verdi 「緑の目のエリン」 - Midori no Me no Erin       | 10 gennaio 2009   |         |
| 2  | Soyon, la Veterinaria 「医術師のソヨン」 - Ijutsu Shi no Soyon         | 17 gennaio 2009   |         |
| 3  | Le Bestie Combattenti 「闘う獣」 - Tatakau Kemono                      | 24 gennaio 2009   |         |
| 4  | Segreti nella Nebbia 「霧の中の秘密」 - Kiri no Nakano Himitsu         | 31 gennaio 2009   |         |
| 5  | Erin e i Ladri di Uova 「エリンと卵泥棒」 - Erin to Tamago Dorobō      | 7 febbraio 2009   |         |
| 6  | Il Calore di Soyon 「ソヨンのぬくもり」 - Soyon No Nukumori            | 14 febbraio 2009  |         |
| 7  | Il Fischio della Madre 「母の指笛」 - Haha no Yubibue                  | 21 febbraio 2009  |         |
| 8  | Jone, L'uomo del Miele 「蜂飼はちか いのジョウン」 - Hachikai no Joun  | 28 febbraio 2009  |         |
| 9  | Erin e il Miele 「ハチミツとエリン」 - Hachimitsu to Erin              | 7 marzo 2019      |         |
| 10 | L'Uccello Dell'Alba 「夜明けの鳥」 - Yoake no Tori                     | 14 marzo 2019     |         |
| 11 | Dietro la Porta 「とびらの中に」 - Tobira no Naka ni                   | 21 marzo 2019     |         |
| 12 | La Piuma Bianco Platino 「白銀の羽」 - Hakugin no Hane                 | 28 marzo 2019     |         |
| 13 | La valle degli Ouju 「王獣の谷」 - Ōjū no Tani                         | 4 aprile 2019     |         |
| 14 | Il Popolo della Nebbia 「霧の民」 - Kiri no Tani                       | 11 aprile 2019    |         |
| 15 | I Due Passati 「ふたりの過去」 - Futari no Kako                        | 18 aprile 2019    |         |
| 16 | Ial il Sezan 「堅き楯 のイアル」 - Sezan no Iaru                       | 25 aprile 2019    |         |
| 17 | La Regina Minacciata 「狙われた真王」 - Nerawareta Shin'ō              | 2 maggio 2009     |         |
| 18 | Esal L'Insegnante 「教導師エサル」 - Kyōdōshi Esaru                    | 9 maggio 2009     |         |
| 19 | Amici a Kazalm 「カザルムの仲間」 - Kazarumu no Nakama                 | 16 maggio 2009    |         |
| 20 | Un Ouju di Nome Lilan 「リランという名の王獣」 - Riran to Iu Na no Ōjū | 23 maggio 2009    |         |
| 21 | Spegnendo la Luce 「消えそうな光」 - Kiesō na Hikari                   | 30 maggio 2009    |         |
| 22 | Il Suono dell'Arpa 「竪琴の響き」 - Tategoto no Hibiki                 | 6 giugno 2009     |         |
| 23 | Il Patto di Kazalm 「カザルムの誓い」 - Kazarumu no Chikai             | 13 giugno 2009    |         |
| 24 | Canto di Dolore 「嘆きの歌」 - Nageki no Uta                           | 20 giugno 2009    |         |
| 25 | I Due che Fanno la Spesa 「ふたりのおつかい」 - Futari no otsukai      | 27 giugno 2009    |         |
| 26 | Il Cuore di Lilan 「リランの心」 - Riran no Kokoro                     | 4 luglio 2009     |         |
| 27 | Discesa a Hikara 「ヒカラにおちて」 - Hikara Niochite                  | 11 luglio 2009    |         |
| 28 | La Morte di Jone 「ジョウンの死」 - Joun no Shi                        | 18 luglio 2009    |         |
| 29 | Le Zanne della Bestia 「獣の牙」 - Kemono no Kiba                      | 25 luglio 2009    |         |
| 30 | Il Quarto Inverno 「四年目の冬」 - Yonenme no Fuyu                     | 1 agosto 2009     |         |
| 31 | Il Cielo Luminoso 「光の空」 - Hikari no Sora                          | 8 agosto 2009     |         |
| 32 | Il Crimine 「大罪」 - Taizai                                           | 22 agosto 2009    |         |
| 33 | Volare 「飛翔」 - Hishou                                               | 29 agosto 2009    |         |
| 34 | Ial ed Erin 「イアルとエリン」 - Iaru to Erin                          | 5 settembre 2009  |         |
| 35 | Nuova Vita 「あたらしい命」 - Atarashii Inochi                         | 12 settembre 2009 |         |
| 36 | Esame di Laurea 「卒舎ノ試し」 - Sotsu Sha no Tameshi                  | 19 settembre 2009 |         |
| 37 | Nuova Vita 「誕生」 - Tanjou                                           | 26 settembre 2009 |         |
| 38 | La Regina Harumiya 「真王ハルミヤ」 - Shin Ou Harumiya                 | 3 ottobre 2009    |         |
| 39 | L'Attacco dei Touda 「闘蛇の襲撃」 - Touda no Shuugek                  | 10 ottobre 2009   |         |
| 40 | Una Nazione Sprofondata nell'Ombra 「かけりゆく国」 - Kageriyuku Kuni  | 17 ottobre 2009   |         |
| 41 | La Verità sulla Regina 「真王の真実」 - Shin Ou no Shinjitsu           | 24 ottobre 2009   |         |
| 42 | Le Lacrime di Seimiya 「セイミヤの涙」 - Seimiya no Namida             | 31 ottobre 2009   |         |
| 43 | La Veterinaria 「獣の医術師」 - Kemono no Ijutsusha                    | 7 novembre 2009   |         |
| 44 | Akun-Me-Chai 「アクン・メ・チャイ」 - Akun・Me・Chai                   | 14 novembre 2009  |         |
| 45 | L'Uccello in Gabbia 「かごの鳥」 - Kago no Tori                        | 21 novembre 2009  |         |
| 46 | Il Loro Legame 「ふたりの絆」 - Futari no Kizuna                       | 28 novembre 2009  |         |
| 47 | La Notte della Purificazione 「清らかな夜」 - Kiyoraka na Yoru         | 5 dicembre 2009   |         |
| 48 | L'Alba su Ryoza 「リョザの夜明け」 - Ryoza no Yoake                    | 12 dicembre 2009  |         |
| 49 | La Battaglia Finale 「決戦」 - Kessen                                  | 19 dicembre 2009  |         |
| 50 | Kemono no Souja 「獣の奏者」 - Kemono No Souja                         | 26 dicembre 2009  |         |